# Roland Kipke
Roland Kipke (* 22. Januar 1972 in Wolfenbüttel) ist ein deutscher Philosoph und Buchautor.

## Leben
Nach dem Studium der Philosophie, Politikwissenschaft und Neueren Geschichte in Göttingen und an der FU Berlin arbeitete Roland Kipke u. a. als wissenschaftlicher Mitarbeiter im Deutschen Bundestag. Von 2005 bis 2009 war er wissenschaftlicher Mitarbeiter im Institut für Geschichte der Medizin an der Charité. 2010 promovierte er bei Kristian Köchy an der Universität Kassel. 2009 erhielt Kipke den Nachwuchspreis der Akademie für Ethik in der Medizin, 2012 den Georg-Forster-Preis der Universität Kassel. 2009 bis 2015 war er Wissenschaftlicher Koordinator des Internationalen Zentrums für Ethik in den Wissenschaften (IZEW) an der Universität Tübingen. Von 2016 bis 2019 arbeitete er bei Markus Rothhaar an der Professur für Bioethik an der Katholischen Universität Eichstätt-Ingolstadt. Seit 2019 lehrt und forscht er an der Universität Bielefeld, zunächst bei Ralf Stoecker. 2022 bis 2023 vertrat er die Professur für praktische Philosophie der Universität Bielefeld.
Kipkes Arbeitsschwerpunkte liegen im Bereich der Angewandten Ethik (v. a. Medizinethik), der normativen Ethik und der politischen Philosophie.

## Arbeitsschwerpunkte

### Angewandte Ethik
In der Bioethik leistet Kipke philosophische Beiträge u. a. zu Fragen des Lebensanfangs, der Sterbehilfe und des biomedizinischen Enhancements. In Bezug auf den Lebensanfang vertritt er den „morphologischen Ansatz“, demzufolge die menschliche Gestalt das Kriterium für die Zusprechung des Lebensrechts sein sollte. Im Streit um den assistierten Suizid nimmt er eine vermittelnde Position ein, indem er einerseits das Recht auf Suizid verteidigt und andererseits die Praxis der Suizidassistenz im Sinne eines gesellschaftlich guten Lebens für problematisch hält. Auch beim pharmakologischen Enhancement („Hirndoping“) verbindet er einen liberalen Ansatz mit der strebensethischen Empfehlung, auf solche Mittel um des eigenen guten Lebens willen zu verzichten.

### Normative Ethik
Kipke arbeitet zur Theorie des sinnvollen Lebens, die er auch für das Verständnis der Menschenwürde und für angewandt-ethische Fragen fruchtbar zu machen versucht.
In mehreren Arbeiten hat Kipke zudem das Phänomen der menschlichen Selbstformung zurück in die Philosophie geholt, das aus seiner Sicht sowohl für die praktische Lebensführung und als auch für zahlreiche theoretische Gebiete relevant ist, wie die Lebenskunstphilosophie, die Tugendethik und die Theorie der personalen Identität.

### Politische Philosophie
Im Bereich der politischen Philosophie setzt sich Kipke für eine bürgernahe und partizipatorische Demokratie ein. 2018 erschien sein populärwissenschaftliches Buch „Jeder zählt. Was Demokratie ist und was sie sein soll“, in dem er sich kritisch mit einer Reihe falscher Erwartungen an die Demokratie auseinandersetzt.